# Marius Gabriel Cazemajou
Marius Gabriel Cazemajou (* 10. Dezember 1864 in Marseille; † 5. Mai 1898 in Zinder) war ein französischer Offizier.

## Leben
Marius Gabriel Cazemajou trat 1886 in die französische Armee ein und wurde 1889 zum Capitaine befördert. Er diente zunächst in Tunesien und Französisch-Indochina, bis er 1896 nach Französisch-Westafrika versetzt wurde. Der Sklavenhändler Rabih az-Zubayr hatte das Reich Bornu erobert und Frankreich befürchtete eine Bedrohung seiner Grenzen in West- und Äquatorialafrika. Cazemajou wurde 1897 beauftragt, mit Rabih az-Zubayr in Verhandlungen zu treten. Auf seinem Weg nach Bornu schloss er 1898 Schutzverträge mit dem Sultan von Kebbi und dem Sultan von Tessaoua. Er erreichte schließlich das Sultanat Zinder, das historisch dem Reich Bornu unterstand, jedoch noch nicht von Rabih az-Zubayr unterworfen war. Sultan Amadou dan Ténimoun von Zinder befürchtete eine gegen Zinder gerichtete Allianz zwischen Frankreich und Rabih az-Zubayr und ließ Cazemajou und seinen Übersetzer ermorden.

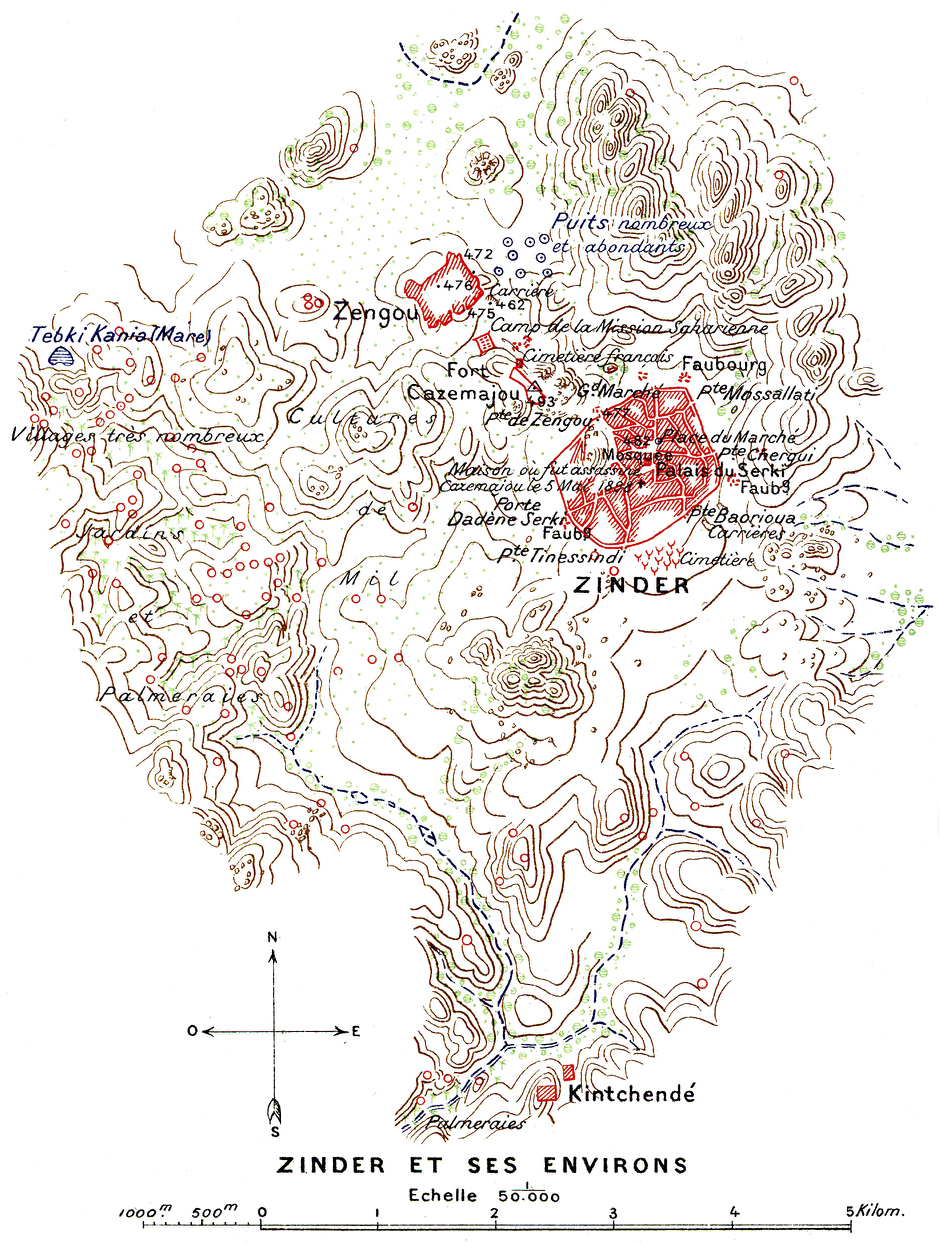
Karte von Zinder und Umgebung im Jahr 1899, mit dem Fort Cazemajou und dem Sterbehaus Cazemajous

## Nachwirkung
Frankreich sah sich gezwungen, auf die Ermordung Cazemajous militärisch zu reagieren, und besiegte 1899 das Sultanat Zinder in der Schlacht bei Tirmini. Dies war eine wichtige Vorstufe zur Gründung der französischen Kolonie Niger. Das Hauptmilitärlager in Zinder wurde zunächst nach Cazemajou benannt, nach der Unabhängigkeit Nigers 1960 allerdings nach Sultan Ténimoun dan Sélimane von Zinder umbenannt. Jean d’Esme schilderte die Ermordung Cazemajous in der Kurzgeschichte La marche vers le soleil, die 1949 im Sammelband Sables de feu erschien. Die Ereignisse um Cazemajous Tod sind das Thema des Spielfilms Si les cavaliers, der 1982 unter der Regie von Mahamane Bakabé nach einer Vorlage von André Salifou produziert wurde.